# Pandamatenga
Pandamatenga é uma vila localizada no distrito de Chobe em Botswana. Possuía, em 2011, uma população estimada de 1 798 habitantes.